# Brunnenwiesenbach (Bühler)
Der Brunnenwiesenbach ist ein etwa einen Kilometer langer, abschnittsweise unterirdisch laufender Bach in und am Rand der Stadtteilgemarkung Sulzdorf von Schwäbisch Hall im Landkreis Schwäbisch Hall im nordöstlichen Baden-Württemberg, der nahe dem Sulzdorfer Weiler Jagstrot von links in die untere Bühler mündet.

## Geographie

### Verlauf
Der Brunnenwiesenbach entsteht heute inmitten der Ackerflächen des Gewanns Brunnenwiese ca. 0,3 km südwestlich von Jagstrot auf etwa 389 m ü. NHN unter einem Einzelbaum ⊙. Von dort an fließt der Bach in durchweg ostnordöstlicher Richtung in der Talmuldenmitte, anfangs in einem schnurgeraden, kahlen Graben zwischen den Feldern, nachdem er bald die K 2627 Sulzdorf–Jagstrot gequert hat, zwischen einem Acker links und einem Grünlandkeil rechts. Schon nach etwa 350 Metern, nachdem er kurz zuvor erst den zweiten Baum am Lauf passiert hat, versinkt er in einer kleinen Gehölzinsel auf etwa 384 m ü. NHN in einer Einbruchdoline ⊙.
Auf den folgenden etwa 400 Metern gibt es keinen offenen Lauf mehr. Die Tiefenlinie der Talmulde durchquert in etwas Abstand am Südrand von Jagstrot vorbei das Gewann Hausäcker, längstenteils eine baum- und heckenbestandene Wiese im Weichbild von Jagstrot. Dann quert sie ein von Jagstrot nach Hohenstadt im Südosten führendes kommunales Sträßchen und zieht auf nur noch wenigen Dutzend Metern durch ein letztes Wiesenstück, in dem die Bachmulde in der zweiten Hälfte des 20. Jahrhunderts durch Eintrag von Bauaushub etwas erhöht und nivelliert wurde.
Bis dorthin lief die K 2665 Matheshörlebach–Oberscheffach in nirgends auch nur 150 Metern Abstand am linken Hang, die sich nun an der oberen Hangkante des Bühlertals nach Norden zu ihrer Serpentinen-Talsteige nach Norden abwendet, während der Bach in einen Hangwald eintritt. In dieser fließt er in einer steilen Muschelkalkklinge ab rund 370 m ü. NHN wieder offen, er stürzt darin steil und teils über Felsplatten hinab zu Tale. Wenige Meter über dem Flussniveau kreuzt er dabei einen Wanderweg, dann mündet er auf etwa 298 m ü. NHN von links in die dort auf ihrem Abschnitt zwischen Neunbronn und Oberscheffach gerade nordwärts fließende untere Bühler ⊙.
Der Brunnenwiesenbach mündet nach einem etwa 1,0 km langen Lauf mit mittlerem Sohlgefälle von 91 ‰ etwa 91 Höhenmeter unterhalb seines Ackerursprungs. Von diesem Höhenunterschied entfallen etwa vier Fünftel auf den nur etwa 0,3 km langen offenen Klingenunterlauf. Er hat keine offenen Zuflüsse und führt in seiner Klinge zur periodisch Wasser. 
Eine topographische Karte aus der ersten Hälfte des 20. Jahrhunderts zeigt einen Bachbeginn etwas weniger als 250 Meter weiter aufwärts am letzten Laufknick der K 2665 vor Jagstrot auf etwa 391 m ü. NHN ⊙. Nach der Flächenmarkierung floss der Bach damals – vor der Flurbereinigung – durch Wiesen bis zu seiner Versinkungsstelle. Von diesem alten Oberlaufstück ist heute nichts mehr zu sehen, nicht einmal Abschwemmungen auf Luftfotos im heutigen Ackerland.

### Einzugsgebiet
Der Brunnenwiesenbach hat ein etwa 0,6 km² großes Einzugsgebiet, das naturräumlich zum Unterraum Haller Ebene der Hohenloher und Haller Ebene gerechnet wird. Der höchste Punkt an seiner Nordecke auf dem Neufeld etwas oberhalb von Jagstrot erreicht etwa 406 m ü. NHN. Der stark dominante Hochebenenanteil des Gebiets steht weit überwiegend unterm Pflug, die nur etwa 5 % der Gesamtfläche ausmachende Unterlaufklinge ist zur Gänze bewaldet.
Reihum grenzen die Einzugsgebiete der folgenden Nachbargewässer an:
- Das Gebiet jenseits der nur kurzen westlichen Wasserscheide entwässert über den Matheshörlebach, den Rössbach und zuletzt den Otterbach wenig weiter abwärts in die Bühler;
- der Otterbach nimmt abwärts des Rössbachs auch den Abfluss jenseits der nördlichen Wasserscheide auf, auf nur kurzem Abschnitt über seinen kleinen rechten Zufluss Hägbach;
- im Südosten fließt der Eichenäckerbach zur Bühler nunmehr oberhalb des Brunnenwiesenbachs;
- im Südwesten speist der Rotbach den Schwarzenlachenbach, einen noch höheren Bühlerzufluss.

Das Gebiet gehört fast ganz zur Sulzdorfer Stadtteilgemarkung von Schwäbisch Hall, in der auch der einzige Siedlungsplatz liegt, der Weiler Jagstrot links am Hang der Mulde des mittleren, versunkenen Laufabschnitts. Allein im unteren Teil der Klinge grenzt die Unteraspacher Stadtteilgemarkung von Ilshofen mit einem nur winzigen Gebietszwickel linksseits an den Lauf.

## Geologie
Der Muschelkalk im Untergrund ist im Bereich der Hochebene noch mit einer Schicht Lettenkeuper (Erfurt-Formation) des Unteren Keupers bedeckt, die beidseits der Talmulde an den begleitenden Hügelrücken ansteht und sich bis zum Klingenbeginn hinzieht. Unterhalb in der Klinge streicht bis hinab zur Mündung Oberer Muschelkalk aus; an der flussabwärtigen Seite von ihr hat sich die Bühler erstmals und wenig tief in den Mittleren Muschelkalk eingegraben.
Außer diesen mesozoischen Schichten gibt es im Einzugsgebiet auch viel jüngere quartäre. Um den Ursprung und ganz im Westen des Einzugsgebietes liegt Lösssediment, während der größte Teil der Talsohle bis zum Klingenbeginn mit Schwemmland überdeckt ist. Im Bereich der Klinge liegt an den Flanken und auf deren Grund viel Blockschutt.

## Natur und Schutzgebiete
In die von Bäumen und Büschen umstandene Versinkungsdoline münden außer dem Grabenoberlauf des Brunnenwiesenbach auch Dränagen aus den umliegenden Grundstücken, die alle Feinsediment eintragen, weshalb sie anscheinend manchmal ausgebaggert wird.
Die Unterlaufklinge beginnt als grabenartiger Geländeeinschnitt. Auf der Klingensohle läuft der nur zeitweilig wasserführende Bach teilweise über Felsplatten und stürzt Absätze herab, mancherorts steht über ihr nicht sehr hoch auch Fels. Gegen Ende weitet sich die Klinge zur Bühler hin. Im Frühjahr sieht man dort den Hohlen Lerchensporn und den Bärlauch blühen, manche Felspartien weiter aufwärts sind mit Efeu überwachsen.
Das untere Einzugsgebiet östlich des Sträßchens von Jagstrot nach Hohenstadt liegt fast ganz im Landschaftsschutzgebiet Bühlertal zwischen Vellberg und Geislingen mit Nebentälern und angrenzenden Gebieten. Ein daran anschließender schmaler linker Uferstreifen der Bühler im Mündungsbereich gehört zum sich jenseits des Flusses viel weiter erstreckenden Naturschutzgebiet Unteres Bühlertal.

## Wanderweg
Wenige Höhenmeter über seiner Mündung quert der Brunnenwiesenbach den Rot-Punkt-Wanderpfad, der von Vellberg im Süden bis zur Bühlermündung hinabführt. Der Pfad ist an der Bachquerung gerade einen steilen Lehmhang herabgestiegen. Beim Blick von dort klingenaufwärts zeigt sich in der sommerlichen Hauptwanderzeit meist kaum oder gar kein Durchfluss.

### LUBW
Amtliche Online-Gewässerkarte mit passendem Ausschnitt und den hier benutzten Layern: Lauf und Einzugsgebiet des Brunnenwiesenbachs

Allgemeiner Einstieg ohne Voreinstellungen und Layer: Daten- und Kartendienst der Landesanstalt für Umwelt Baden-Württemberg (LUBW) (Hinweise)
1. 1 2 3 4 5 6  Höhe nach dem Höhenlinienbild auf dem Hintergrundlayer Topographische Karte.
2. 1 2  Länge abgemessen auf dem Hintergrundlayer Topographische Karte.
3. ↑  Einzugsgebiet abgemessen auf dem Hintergrundlayer Topographische Karte.
4. ↑  Schutzgebiete nach den einschlägigen Layern, Natur teilweise nach dem Layer Geschützte Biotope.

### Andere Belege
1. ↑  Wolf-Dieter Sick: Geographische Landesaufnahme: Die naturräumlichen Einheiten auf Blatt 162 Rothenburg o. d. Tauber. Bundesanstalt für Landeskunde, Bad Godesberg 1962. → Online-Karte (PDF; 4,7 MB)
2. ↑  Geologie nach den Layern zu Geologische Karte 1:50.000 auf: Mapserver des Landesamtes für Geologie, Rohstoffe und Bergbau (LGRB) (Hinweise)